# THE BET
『新ドラマ大集合! THE BET』（しんドラマだいしゅうごう!ザ・ベッド）は、フジテレビ系列で2024年から放送されているバラエティ番組・ゲーム番組である。MCは川島明（麒麟）と池田美優。

## 概要
フジテレビ系列で放送される人気番組・新ドラマ及び新番組の出演者が一堂に会する特別番組。
フジテレビの春・秋の改編期に放送される番組対抗スペシャルとしては、『オールスター春秋の祭典スペシャル』（1967年春 - 1982年春）、『FNS番組対抗!なるほど!ザ・春秋の祭典スペシャル』（1983年春 - 1995年秋）、『FNS超テレビの祭典』（1996年）、『FNS番組対抗!春秋の祭典スペシャル』（1997年春 - 2000年秋）、『笑っていいとも!春秋の祭典スペシャル』（2001年春 - 2009年秋）、『夜の笑っていいとも!春・秋のドラマ特大号』（2010年春 - 2011年春）、『タモリ・中居のドラマチック・リビングルーム』（2011年秋 - 2012年秋）、『さんまの番組向上委員会』（2017年春）、『FNS番組対抗オールスター春秋の祭典』（2017年秋 - 2020年春）、『タイムリミットバトル ボカーン!』（2022年春 - 2022年冬）の後継番組である。
フジテレビ系の新ドラマ・人気番組に出演する豪華出演者たちが一堂に集結し、さまざまな対決の結果を予想していくゲームバラエティ。『タイムリミットバトル ボカーン!』の流れを汲むフジテレビの番組対抗スペシャルであり、『VS嵐』を手掛けた萬匠祐基が引き続き総合演出を務めている。そのためスタジオに大がかりなセットが組まれてゲームが行われ、『VS嵐』の人気ゲームであった「ローリングコインタワー」が当番組で復活を果たし、第1弾では嵐の相葉雅紀がタイトルコールを行なった。

## 出演者
MC
- 川島明（麒麟）
- 池田美優

VTR出演
- 松田元太（Travis Japan）- 2024夏は『ビリオン×スクール』チーム、2025冬は『ぽかぽか』チームとして出演。
- 相葉雅紀（嵐）-『ローリングコインタワー』タイトルコール（2024夏）

ナレーション
- 伊藤利尋（フジテレビアナウンサー）- 各ゲームの実況を担当する。
- 徳田聡一朗（フジテレビアナウンサー）- 各ゲームの内容・ルールの説明を担当する。

## 参加チーム
| 回     | 放送日              | ゲストチーム | ゲーム数 | 賞品        | 出典  |
| ------ | ------------------- | --- | -------- | ----------- | ----- |
| 2024夏 | 2024年6月25日（月） | - 月9『海のはじまり』：目黒蓮（Snow Man）、有村架純、泉谷星奈、古川琴音 - 月10『マウンテンドクター』：杉野遥亮、岡崎紗絵、宮澤エマ、向井康二（Snow Man） - 水10『新宿野戦病院』：小池栄子、仲野太賀、橋本愛 - 木曜劇場『ギークス～警察署の変人たち～』：松岡茉優、田中みな実、滝沢カレン - 金9『ビリオン×スクール』：山田涼介（Hey!Say!JUMP）、木南晴夏、水野美紀 - 『ドリフに大挑戦』：加藤茶、柴田英嗣（アンタッチャブル）、カンニング竹山、深澤辰哉（Snow Man）、高城れに（ももいろクローバーZ）                                                                                       | 6        |             | [ 3 ] |
| 2025冬 | 2025年1月6日（月）  | - 月9『119エマージェンシーコール』：清野菜名、瀬戸康史、一ノ瀬颯 - 月10『秘密～THE TOP SECRET～』：板垣李光人、中島裕翔（Hey!Say!JUMP）、門脇麦 - 火9『アイシー～瞬間記憶捜査・柊班～』：波瑠、山本耕史、森本慎太郎（SixTONES） - 火ドラ★イレブン『御曹司に恋はムズすぎる』：永瀬廉（King & Prince）、山下美月、筒井真理子 - 水10『問題物件』：上川隆也、内田理央、宮世琉弥 - 木曜劇場『日本一の最低男 ※私の家族はニセモノだった』：香取慎吾、志尊淳、冨永愛 - 土ドラ『最高のオバハン 中島ハルコ』：大地真央、松本まりか、蕨野友也 - 『ぽかぽか』：ハライチ（澤部佑、岩井勇気）、神田愛花 | 4        | 弁当100人前 | [ 4 ] |
| 2025夏 | 2025年6月30日（月） | - 月9『明日はもっと、いい日になる』：福原遥、林遣都 - 月10『僕達はまだその星の校則を知らない』：磯村勇斗、堀田真由 - 火9『スティンガース 警視庁おとり捜査検証室』：森川葵、藤井流星 - 火ドラ★イレブン『北くんがかわいすぎて手に余るので、3人でシェアすることにしました。』：本田翼、志田未来 - 水10『最後の鑑定人』：藤木直人、迫田孝也 - 木曜劇場『愛の、がっこう。』：木村文乃、ラウール（Snow Man） - 土ドラ『浅草ラスボスおばあちゃん』：梅沢富美男、堀田茜 - 『呼び出し先生タナカ』：田中卓志（アンガールズ）、カンニング竹山                                                        | 4        | 弁当100人前 | [ 5 ] |

## ゲーム内容
様々なゲームで対決を行い、総合得点で勝敗を決める。ゲーム内容は全チームがアトラクションを行い、戦績に応じたポイントを獲得する「VS嵐」本戦に準拠したゲーム対決と、VTRやスタジオで行われる対決の勝者を予想（BET)し、結果に応じて得点が加算される「Bet de 嵐」に準拠したギャンブルゲームの2種類が組み合わされている。

### 特別企画
幼稚園かくれんぼ
2024夏の特別企画。『新しいカギ』の企画「学校かくれんぼ」とのコラボレーション企画。幼稚園に隠れている芸人たちを園児が制限時間内に見つけられるかをBETしていく。
好き嫌いダウト最弱王決定戦
2025冬・夏の特別企画。各チームは好き嫌いダウト最弱王決定戦(後述)を予選に全員が参加する。結果を予想し、的中したチームに50ポイント付与。最弱王が属するチームは50ポイント減点されるペナルティ。

### 「VS嵐」からの流用企画
ジェスチャー対決
2025冬・夏に実施。4チームに分かれ対決。ルールは「ジェスチャー嵐」「役者魂!」と同様で正答数で競い、優勝チームに50ポイント付与。参加しない4チームが1位を予想し、的中すると30ポイントが付与される。
吹き矢トーナメント
2025夏に実施。4チームが2対2で「バルーンシューティング」を対戦形式で実施。2色（ピンク・水色）ある風船の中から自チームの風船を狙い、先に全て割ったチームが勝利（制限時間なし・「バルーンシューティング」の「3」の装置を使用）。2チーム同時対決を2戦と勝者による決勝を行い優勝チームに50ポイント付与。参加しない4チームが1位を予想し、的中すると30ポイントが付与される。
ローリングコインタワー
2024夏では最終ステージとして実施。4チームずつ『VS嵐』のゲーム企画「ローリングコインタワー」で対決。基本ルールはVS嵐時代と同様だが、勝利チームへのボーナスポイントは適用されず、倒したチームに50ポイント減点されるペナルティが追加されている。

### その他に行われたゲーム
アトラクション系：ドミノ対決

VTR系：各番組からの問題/階段登り対決/水上30m走対決/おめでとう対決

## 好き嫌いダウト最弱王決定戦
「好き嫌いダウト最弱王決定戦」は「BABA嵐 ババ抜き最弱王決定戦」「DAMASHI魂」に次ぐ心理ゲーム大会。2025年冬以降の「THE BET」から特別企画として開催された他、2025年5月より単発番組としても実施している。前作・前々作同様と異なりメインスタジオの中央に卓を設け、衆人監視のもと対決を行うが、前作・前々作同様2025冬のみ別室のプレイルームで対決を行っていた。

### ルール
4人のプレイヤーは、正方形の卓を囲み対決する。各プレイヤーの卓には事前アンケートに記入した「好きなもの」、「嫌いなもの」が記載されたカードの山（山札）が、チャレンジャーの座席には「リーチ」と書かれたカード、スルーボタンが置かれている。天の声・伊藤の進行のもと進まれる。
山札から自分の手元に2枚を引き、リーチのカードを含め全員3枚のカードを所持した状態でスタート。4人のうち1人が順番にカード提示者となり、残りの3人が聞き手に回る。
1. カード提示者は「私は○○が好きです」と宣言し1枚のカードを提示する。
2. 聞き手のプレイヤーは提示者のその宣言について一定時間ヒアリングを行い、宣言が本当に「好きなもの」だと判断したら手元の「スルーボタン」を押下、宣言がウソで「嫌いなもの」だと判断したら提示者に向かって「ダウト!」と叫ぶ「DAUBT CALL」を行う。聞き手3人全員が「スルーボタン」を押下した場合「ALL THROUGH」となる。
3. ヒアリング終了後、カード提示者はMCの合図に合わせ「私は○○が好き/嫌いです」と真実を告白し、正誤発表する。
4. 正誤発表後、カード提示者は提示したカードを捨てる。ダウトコールの結果が正解（嫌いなものであった）できた場合、「ダウト成功」となり、カード提示者は自分の山札からカードを1枚引き、コールをした聞き手はカードを1枚捨てる。不正解（好きなものであった）の場合は「ダウト失敗」となり、コールをした聞き手がカードを1枚引き、手持ちのカードが1枚増える。全員にスルーされる「ALL THROUGH」となった場合は提示したカードを捨てるのみ。すなわち、カード提示者は「ダウト失敗」、「ALL THROUGH」であった場合、手持ちのカードが1枚減らすことができる。
5. 残りのカードが1枚となったらリーチカードを中央に提示し、その後ターンが廻ってきたら山札から出したカード1枚を同時に提示する。
6. 1-5を繰り返し、カード提示者がリーチカードを提示した状態で「ダウト失敗」「オールスルー」となった場合、聞き手がリーチカードのみを所持した状態で「ダウト」コールを行い「ダウト成功」できた場合、リーチカードを捨て、勝ち抜けとなる。
7. 最後まで勝ち抜けできなかった1名が敗者となる。

### 最弱王・最弱女王
予選を計2-5戦を行い、各ブロックの敗者よる決勝戦で新最弱王を決する。「BABA抜き最弱王決定戦」のような辱めや次回出場権の強制付与の罰は実施されない。

### 歴代最弱王
※はTHE BET内での実施。
| 回 | 放送日          | 王者                    |
| -- | --------------- | ----------------------- |
| EX | 2025年01月06日※ | 永瀬廉（King & Prince） |
| １ | 2025年05月24日  | 兼近大樹（EXIT）        |
| 2  | 2025年06月30日  | 本田翼                  |

## ネット局
| 放送対象地域   | 放送局                                                    | 系列                                         |
| -------------- | --------------------------------------------------------- | -------------------------------------------- |
| 関東広域圏     | フジテレビ（CX） 番組制作局                               | フジテレビ系列                               |
| 中京広域圏     | 東海テレビ（THK） 『土ドラ』制作局                        | フジテレビ系列                               |
| 関西広域圏     | 関西テレビ（KTV） 『月10ドラマ』『火ドラ★イレブン』制作局 | フジテレビ系列                               |
| 北海道         | 北海道文化放送（uhb）                                     | フジテレビ系列                               |
| 岩手県         | 岩手めんこいテレビ（mit）                                 | フジテレビ系列                               |
| 宮城県         | 仙台放送（OX）                                            | フジテレビ系列                               |
| 秋田県         | 秋田テレビ（AKT）                                         | フジテレビ系列                               |
| 山形県         | さくらんぼテレビ（SAY）                                   | フジテレビ系列                               |
| 福島県         | 福島テレビ（FTV）                                         | フジテレビ系列                               |
| 新潟県         | NST新潟総合テレビ（NST）                                  | フジテレビ系列                               |
| 長野県         | 長野放送（NBS）                                           | フジテレビ系列                               |
| 静岡県         | テレビ静岡（SUT）                                         | フジテレビ系列                               |
| 富山県         | 富山テレビ（BBT）                                         | フジテレビ系列                               |
| 石川県         | 石川テレビ（ITC）                                         | フジテレビ系列                               |
| 福井県         | 福井テレビ（FTB）                                         | フジテレビ系列                               |
| 島根県・鳥取県 | さんいん中央テレビ（TSK）                                 | フジテレビ系列                               |
| 岡山県・香川県 | 岡山放送（OHK）                                           | フジテレビ系列                               |
| 広島県         | テレビ新広島（tss）                                       | フジテレビ系列                               |
| 愛媛県         | テレビ愛媛（EBC）                                         | フジテレビ系列                               |
| 高知県         | 高知さんさんテレビ（KSS）                                 | フジテレビ系列                               |
| 福岡県         | テレビ西日本（TNC）                                       | フジテレビ系列                               |
| 佐賀県         | サガテレビ（STS）                                         | フジテレビ系列                               |
| 長崎県         | テレビ長崎（KTN）                                         | フジテレビ系列                               |
| 熊本県         | テレビくまもと（TKU）                                     | フジテレビ系列                               |
| 宮崎県         | テレビ宮崎（UMK）                                         | フジテレビ系列 日本テレビ系列 テレビ朝日系列 |
| 鹿児島県       | 鹿児島テレビ（KTS）                                       | フジテレビ系列                               |
| 沖縄県         | 沖縄テレビ（OTV）                                         | フジテレビ系列                               |

- 番組末尾の6分間はローカルセールス枠のため、一部系列局（東海テレビ、関西テレビも含む）ではフジテレビの放送終了6分前に飛び降りとなっている。
- 「好き嫌いダウト最弱王決定戦」のネット局は土曜プレミアム#ネット局を参照。

## スタッフ

### 2025冬（2025年1月6日放送）
- 構成：町田裕章、ビル坂恵、澤井直人
- TP/SW：斉藤伸介
- SW：與水卓
- カメラ：高瀬和彦
- VE：皆本翔太、篠原佑季
- LSM：中山隆
- AUD：鈴木岳登、佐藤博隆
- 照明：萩原勝大
- 美術制作・AC：矢野雄一郎
- デザイン：小濱まほろ
- 大道具：藤沢和雄
- アクリル装飾：犬塚健
- 電飾：山崎峰生
- アートフレーム：田中裕司
- 装飾：菊池誠
- アレンジ：安藤岳
- 植木装飾：広田明
- 視覚効果：中溝雅彦
- マルチ：大高貢
- メイク：山田かつら
- 編集：岩田明大
- MA：阿部雄太
- TK：槇加奈子
- 音効：星裕介
- 協力：フジアール、Move on★、IMAGICA、MULTI BACKS、東京オフラインセンター、fmt、ニューテレス、田中電設、サンフォニックス、スウィッシュ・ジャパン
- 制作協力：ザ・スピングラス
- 広報：望月亜慧梨
- 営業：髙田和典
- 編成：赤池洋文
- AD：小笠原昌輝、谷場拓馬、長岡花瀬、森川崇、宮元龍之輔、鶴岡ひなた、福山慶起
- FD：飛田将斗
- デスク：島川琴羽
- 制作進行：津野若菜
- AP：青木夏芽
- ディレクター：唐雅則（スマイルオン）、黒田源治（エスエスシステム）、吉田渉（フジテレビ）、前田智徳、鷹見睦（ザ・スピングラス）、水主惟弘
- プロデューサー：金佐智絵（ザ・スピングラス）、貞本有紀、五十嵐久也、岡村恭子、青木広美、安部公代
- チーフプロデューサー：情野誠人（フジテレビ）
- 企画・総合演出：萬匠祐基（フジテレビ）
- 制作：フジテレビ編成制作局制作センター第二制作室
- 制作著作：フジテレビ